# Merktekens op euromunten
Vóór de invoering van de euro gaven de huidige leden van de eurozone hun eigen nationale munt uit. Vele van deze munten hadden bijzondere merktekens waaronder het munthuis, de muntmeester en/of het muntmeesterteken. Deze merktekens worden voortgezet op de nationale ontwerpen van de euromunten. Dit artikel geeft een overzicht van de verschillende types van merktekens op euromunten.

## Jaartal op de euromunten
Hoewel de euro pas op 1 januari 2002 als wettelijk betaalmiddel werd ingevoerd, zijn de meeste van de EMU-landen in 1999 al begonnen met de productie van hun munten. Omdat de munten voorzien zijn van het jaartal waarin ze geproduceerd zijn, begint de uitgifte van de euro met het jaartal 1999. De nationale wetgeving bepaalt hoeveel munten elk land mag slaan mits goedkeuring van de ECB.
MuntdatumDe muntwet van de landen met een muntdatum bepaling, preciseert dat het jaartal waarin de munt geslagen is, de muntdatum is die voorkomt op de munt, ongeacht of de munt in dat zelfde jaar zal uitgebracht worden of niet. België, Finland, Frankrijk, Nederland en Spanje hebben zo'n muntwet.
UitgiftedatumDe muntwet van de landen met een uitgiftedatum bepaling, preciseert dat het jaartal van uitgifte moet voorkomen op elke munt, ongeacht wanneer de munt geslagen werd. Duitsland, Griekenland, Oostenrijk, Portugal, San Marino en Vaticaanstad hebben zo'n muntwet.

## Nationale merktekens op de euromunten
Volgens de aanbevelingen van de Raad Economische en Financiële Zaken, dienen op de nationale zijde van alle denominaties van de voor circulatie bestemde euromuntstukken worden aangegeven van welk lidstaat de uitgifte is. Dit geschiedt door middel van de vermelding van hetzij de naam van de betrokken lidstaat, hetzij een afkorting daarvan. Duitsland, Griekenland en Oostenrijk voldoen niet aan deze voorwaarden voor wat betreft de gewone circulatiemunten. Finland heeft dit in 2007 rechtgetrokken en België in 2008.
| Land         | Type      | Beschrijving                                                                |
| ------------ | --------- | --------------------------------------------------------------------------- |
| Andorra      | tekst     | ANDORRA                                                                     |
| België       | afkorting | B (€2 gedenkmunt 2006)                                                      |
| België       | afkorting | BE (vanaf 2008 en niet op munten met tekst)                                 |
| België       | symbool   | monogram van Koning Albert II (1999-2013)                                   |
| België       | symbool   | monogram van Koning Filip (2014-heden)                                      |
| België       | tekst     | BELGIE-BELGIQUE-BELGIEN (vanaf 2007 maar niet op alle munten)               |
| Cyprus       | tekst     | ΚΥΠΡΟΣ/KIBRIS (in zowel Grieks en Turks)                                    |
| Duitsland    | afkorting | D (vanaf 2010 en enkel op €2 gedenkmunten en niet op munten met tekst)      |
| Duitsland    | tekst     | BUNDESREPUBLIK DEUTSCHLAND (tot 2009 en op gezamenlijke €2 gedenkmunten)    |
| Estland      | tekst     | EESTI                                                                       |
| Finland      | afkorting | FI (vanaf 2007)                                                             |
| Frankrijk    | afkorting | RF (niet op munten met tekst)                                               |
| Frankrijk    | tekst     | RÉPUBLIQUE FRANÇAISE (enkel gezamenlijke €2 gedenkmunten)                   |
| Griekenland  | tekst     | ΕΛΛΗΝΙΚΗ ΔΗΜΟΚΡΑΤΙΑ (Helleense Republiek)(vanaf 2007 enkel €2 gedenkmunten) |
| Ierland      | tekst     | éire                                                                        |
| Italië       | afkorting | RI                                                                          |
| Italië       | tekst     | REPUBBLICA ITALIANA (enkel gezamenlijke €2 gedenkmunten)                    |
| Kroatië      | tekst     | HRVATSKA                                                                    |
| Kroatië      | symbool   | Kroatische schaakbord                                                       |
| Letland      | symbool   | LV (€2 gedenkmunt 2014-2015)                                                |
| Letland      | tekst     | LATVIJA                                                                     |
| Litouwen     | tekst     | LIETUVA                                                                     |
| Luxemburg    | symbool   | monogram van Groothertog Henri (€2 gedenkmunt 2005, 2022 en 2024)           |
| Luxemburg    | symbool   | de leeuw van Luxemburg (vanaf 2018)                                         |
| Luxemburg    | tekst     | LËTZEBUERG                                                                  |
| Luxemburg    | tekst     | LUXEMBOURG (€2 gedenkmunt 2015-2016)                                        |
| Malta        | tekst     | MALTA                                                                       |
| Monaco       | tekst     | MONACO                                                                      |
| Nederland    | tekst     | BEATRIX KONINGIN DER NEDERLANDEN (1999-2013)                                |
| Nederland    | tekst     | WILLEM-ALEXANDER KONING DER NEDERLANDEN (vanaf 2013)                        |
| Nederland    | tekst     | NEDERLAND (gezamenlijke €2 gedenkmunt 2009, 2012 en 2015)                   |
| Nederland    | tekst     | KONINKRIJK DER NEDERLANDEN (gemeenschappelijke €2 gedenkmunt 2007)          |
| Oostenrijk   | symbool   | ䷚ (Vlag van Oostenrijk)                                                     |
| Oostenrijk   | tekst     | REPUBLIK ÖSTERREICH (€2 gedenkmunten, niet in 2005)                         |
| Portugal     | tekst     | PORTUGAL                                                                    |
| San Marino   | tekst     | SAN MARINO                                                                  |
| Slovenië     | tekst     | SLOVENIJA                                                                   |
| Slowakije    | tekst     | SLOVENSKO                                                                   |
| Slowakije    | tekst     | SLOVENSKÁ REPUBLIKA (€2 gedenkmunt 2018)                                    |
| Spanje       | tekst     | ESPAÑA                                                                      |
| Vaticaanstad | tekst     | CITTÀ DEL VATICANO                                                          |

## Munttekens, munthuizen
Het gebruik van deze munttekens komt voor in volgende mogelijke vormen:
- één letter die overeenkomt met een stad of een land
- de afkorting of tekst van de stad of het land waar de munt geslagen werd
- een symbool van de stad of het land van het munthuis

| Land                                              | Stad      | Beschrijving                                                               | Notities |
| ------------------------------------------------- | --------- | -------------------------------------------------------------------------- | --- |
| België                                            | Brussel   | Het hoofd van de aartsengel Sint-Michiel, de patroonheilige van de Brussel | Voor 2008 kwamen de tekens enkel voor op de herdenkingsmunten (tot 2017). Vanaf 2008 komen ze ook voor op de normale munten (tot 2017).      |
| Duitsland (Duitse Munt)                           | Berlijn   | Letter A                                                                   | Munten geslagen in Berlijn |
| Duitsland (Duitse Munt)                           | München   | Letter D                                                                   | Munten geslagen in München |
| Duitsland (Duitse Munt)                           | Stuttgart | Letter F                                                                   | Munten geslagen in Stuttgart |
| Duitsland (Duitse Munt)                           | Karlsruhe | Letter G                                                                   | Munten geslagen in Karlsruhe |
| Duitsland (Duitse Munt)                           | Hamburg   | Letter J                                                                   | Munten geslagen in Hamburg |
| Finland (Suomen Rahapaja)                         | Vantaa    | Hoorn des overvloeds                                                       | 2007 tot 2010 |
| Finland (Suomen Rahapaja)                         | Vantaa    | Heraldische leeuw                                                          | Vanaf 2011 |
| Frankrijk (Monnaie de Paris)                      | Pessac    | Hoorn des overvloeds                                                       | Sinds 2022 ook op de munten van Luxemburg |
| Griekenland                                       | Madrid    | Letter E voor Spanje (España)                                              | 20 eurocent (2002). Alleen bepaalde denominaties van de Griekse munten met de datumstempel van "2002" hebben deze munttekens.                |
| Griekenland                                       | Pessac    | Letter F voor Frankrijk                                                    | 1, 2, 5, 10 en 50 eurocent (2002). Alleen bepaalde denominaties van de Griekse munten met de datumstempel van "2002" hebben deze munttekens. |
| Griekenland                                       | Vantaa    | Letter S voor Finland (Suomi)                                              | 1 en 2 euro (2002). Alleen bepaalde denominaties van de Griekse munten met de datumstempel van "2002" hebben deze munttekens.                |
| Griekenland                                       | Athene    | Acanthusblad                                                               | Vanaf 2002 |
| Italië (Istituto Poligrafico e Zecca dello Stato) | Rome      | Letter R                                                                   | |
| Litouwen                                          | Vilnius   | Lietuvos Monetų Kalykla (LMK) logo                                         | Litouws Munt Huis |
| Luxemburg                                         | Utrecht   | Mercurius staf (Caduceus), logo van de Koninklijke Nederlandse Munt        | 2002 tot 2004 2009 tot heden |
| Luxemburg                                         | Vantaa    | Letter S voor Finland (Suomi) en logo van de Suomen Rahapaja               | 2005 tot 2006 |
| Luxemburg                                         | Pessac    | Letter F voor Frankrijk en Hoorn des overvloeds                            | 2007 tot 2008 |
| Luxemburg                                         | Madrid    | Letter E voor Spanje (España)                                              | Gezamenlijke €2 gedenkmunt van 2007 |
| Malta                                             | Parijs    | Letter F                                                                   | gewone circulatiemunten 2008, 2016 tot 2021 €2 gedenkmunt van 2016                                                                           |
| Malta                                             | Utrecht   | Mercurius staf (Caduceus), logo van de Koninklijke Nederlandse Munt        | Gezamenlijke €2 gedenkmunt van 2009 en 2015 €2 gedenkmunten van 2012 tot 2015                                                                |
| Malta                                             | Pessac    | Hoorn des overvloeds                                                       | €2 gedenkmunten van 2016 |
| Monaco                                            | Pessac    | Hoorn des overvloeds                                                       | |
| Nederland                                         | Utrecht   | Mercurius staf (Caduceus), logo van de Koninklijke Nederlandse Munt        | Sinds 2018 ook op de munten van België |
| Portugal                                          | Lissabon  | INCM CASA DA MOEDA                                                         | Imprensa Nacional-Casa da Moeda (Nationale Drukpers – Huis van de Munt)                                                                      |
| San Marino                                        | Rome      | Letter R                                                                   | |
| Slovenië                                          | Vantaa    | Letter Fi voor Finland                                                     | Enkel gewone circulatiemunten van 2007 |
| Slovenië                                          | Utrecht   | Mercurius staf (Caduceus), logo van de Koninklijke Nederlandse Munt        | Enkel gewone circulatiemunten van 2008 |
| Slowakije                                         | Kremnica  | Mincovňa Kremnica (MK)                                                     | Kremnica Munt |
| Spanje                                            | Madrid    | Fábrica Nacional de Moneda y Timbre-logo 1                                 | Nationale Productie van Valuta en Zegels |
| Vaticaanstad                                      | Rome      | Letter R                                                                   | |

## Muntmeesters en muntmeestertekens
Dit zijn de tekens van directeuren, hoofdgraveurs of bestuursvoorzitters van munthuizen.
| Land      | Muntmeester           | Beschrijving                         | Notities                                                                                            |
| --------- | --------------------- | ------------------------------------ | --------------------------------------------------------------------------------------------------- |
| België    | Romain Coenen         | Weegschaal                           | 2006 tot 2009 (€2 gedenkmunten) 2008 tot 2009 (gewone circulatiemunten)                             |
| België    | Serge Lesens          | Ganzenveer                           | 2009 tot 2012 (gewone circulatiemunten en €2 gedenkmunten)                                          |
| België    | Bernard Gillard       | Kat                                  | 2013 tot 2016 (gewone circulatiemunten en €2 gedenkmunten)                                          |
| België    | Ingrid van Herzele    | Wapenschild van Herzele              | 2016 tot 2022 (gewone circulatiemunten en €2 gedenkmunten)                                          |
| België    | Giovanni Van de Velde | Aster en erlenmeyer                  | 2022 tot heden (gewone circulatiemunten en €2 gedenkmunten)                                         |
| Finland   | Raimo Makkonen        | Letter M                             | 1999 tot 2006                                                                                       |
| Frankrijk | Pierre Rodier         | Bij                                  | 1999 tot 2000                                                                                       |
| Frankrijk | Gérard Buquoy         | Hoefijzer                            | 2001 tot 2002                                                                                       |
| Frankrijk | Serge Levet           | Hart                                 | 2003                                                                                                |
| Frankrijk | Hubert Lativière      | Jachthoorn, een golf en een vis      | 2004 tot 2010                                                                                       |
| Frankrijk | Yves Sampo            | Pentagon met de letters AG, MP en YS | 2011 tot 2020 AG=Atelier de Gravure; MP=Monnaie de Paris et Pessac; YS=Yves Sampo                   |
| Frankrijk | Joaquin Jimenez       | Gestileerde JJ in vierkantje         | 2021 tot heden                                                                                      |
| Luxemburg | E.J. van Schauwenburg | Pijl-en-boog met Ster                | 2002                                                                                                |
| Luxemburg | Maarten T. Brouwer    | Koerszettende Zeilen                 | 2003 tot 2004 2009 tot 2015                                                                         |
| Luxemburg | Hubert Lativière      | Jachthoorn, een golf en een vis      | 2007 tot 2008                                                                                       |
| Luxemburg | Kees Bruinsma         | Koerszettende Zeilen met Ster        | 2015 tot 2016                                                                                       |
| Luxemburg | Ted Peeters           | Koerszettende Zeilen met Ster        | 2016 tot 2017                                                                                       |
| Luxemburg | Stephan Satijn        | Servaasbrug                          | 2017 tot 2021                                                                                       |
| Luxemburg | Bert van Ravenswaaij  | Raaf                                 | 2022 tot heden                                                                                      |
| Malta     | Maarten T. Brouwer    | Koerszettende Zeilen                 | Gezamenlijke €2 gedenkmunt van 2015                                                                 |
| Malta     | Yves Sampo            | Pentagon met de letters AG, MP en YS | €2 gedenkmunt van 2016 tot 2020 AG=Atelier de Gravure; MP=Monnaie de Paris et Pessac; YS=Yves Sampo |
| Malta     | Joaquin Jimenez       | Gestileerde JJ in vierkantje         | €2 gedenkmunt van 2021                                                                              |
| Monaco    | Gérard Buquoy         | Hoefijzer                            | 2001 tot 2002                                                                                       |
| Monaco    | Serge Levet           | Hart                                 | 2003                                                                                                |
| Monaco    | Hubert Lativière      | Jachthoorn, een golf en een vis      | 2004 tot 2010                                                                                       |
| Monaco    | Yves Sampo            | Pentagon met de letters AG, MP en YS | 2011 tot 2020 AG=Atelier de Gravure; MP=Monnaie de Paris et Pessac; YS=Yves Sampo                   |
| Monaco    | Joaquin Jimenez       | Gestileerde JJ in vierkantje         | 2021 tot heden                                                                                      |
| Nederland | Dr. Chris van Draanen | Pijl en boog                         | 1999                                                                                                |
| Nederland | E.J. van Schauwenburg | Pijl en boog met Ster                | 2000                                                                                                |
| Nederland | Robert Bruens         | Vruchtdragende wijnrank              | 2001                                                                                                |
| Nederland | Maarten T. Brouwer    | Vruchtdragende wijnrank met Ster     | 2002                                                                                                |
| Nederland | Maarten T. Brouwer    | Koerszettende Zeilen                 | 2003 tot 2015                                                                                       |
| Nederland | Kees Bruinsma         | Koerszettende Zeilen met Ster        | 2015 tot 2016                                                                                       |
| Nederland | Ted Peeters           | Koerszettende Zeilen met Ster        | 2016 tot 2017                                                                                       |
| Nederland | Stephan Satijn        | Servaasbrug                          | 2017 tot 2021                                                                                       |
| Nederland | Bert van Ravenswaaij  | Raaf                                 | 2022 tot heden                                                                                      |
| Slovenië  | Maarten T. Brouwer    | Koerszettende Zeilen                 | 2008                                                                                                |

## Munttekens van de ontwerpers
Elk land had de kans om zijn eigen nationale zijde van de euromunt te ontwerpen. De meeste munten zijn voorzien van de initialen of de naam van de ontwerper ergens in het nationale ontwerp. Bijvoorbeeld, alle acht motieven van de gemeenschappelijke achterzijde van de euromunten zijn voorzien van de gestileerde initialen "LL" die staan voor de ontwerper Luc Luycx.
| Land         | Titel                   | Naam                              | Beschrijving                       | Notities |
| ------------ | ----------------------- | --------------------------------- | ---------------------------------- | --- |
| België       | Ontwerper               | Luc Luycx                         | LL                                 | achterzijde van ALLE euromunten €2 gedenkmunten van 2005, 2006 en 2018 tot 2022                                                                       |
| België       | Ontwerpster             | Iris Bruijns                      | IB                                 | €2 gedenkmunt van 2023, 2024 |
| Duitsland    | Kunstenaar              | Heinz Hoyer                       | HH                                 | €2 gedenkmunt van 2006, 2007, 2011 en 2015 |
| Duitsland    | Kunstenaar              | Erich Ott                         | Œ                                  | €2 gedenkmunt van 2008, 2012, 2014 en 2022 |
| Duitsland    | Beeldhouwer             | Friedrich Brenner                 | FB                                 | €2 gedenkmunt van 2009 |
| Duitsland    | Ontwerper               | Bodo Broschat                     | BB                                 | €2 gedenkmunt van 2010, 2018 en 2020 |
| Duitsland    | Ontwerper               | Helmut Andexlinger                | A.H.                               | gezamenlijke €2 gedenkmunt van 2012 |
| Duitsland    | Graveur                 | Eugen Ruhl                        | ER                                 | €2 gedenkmunt van 2013 |
| Duitsland    | Kunstenaar              | Bernd Wendhut                     | BW                                 | €2 gedenkmunt van 2015 |
| Duitsland    | Ontwerper               | Jordi Truxa                       | JT                                 | €2 gedenkmunt van 2016 en 2020 |
| Duitsland    | Ontwerper               | František Chocola                 | Ch                                 | €2 gedenkmunt van 2017 |
| Duitsland    | Kunstenaar              | Michael Otto                      | MO                                 | €2 gedenkmunt van 2019, 2021 en 2023 |
| Duitsland    | Kunstenaar              | Olaf Stoy                         | OS                                 | €2 gedenkmunt van 2022 |
| Duitsland    | Graveur                 | Tobias Winnen                     | TW                                 | €2 gedenkmunt van 2023 |
| Finland      | Ontwerper               | Pertti Mäkinen                    | M                                  | €2 gedenkmunten van 2004 en 2006 |
| Finland      | Beeldhouwer             | Tapio Kettunen                    | K                                  | €2 gedenkmunten van 2005, 2008 en 2016 |
| Finland      | Kunstenaar              | Hannu Veijalainen                 | V                                  | €2 gedenkmunt van 2011 |
| Finland      | Beeldhouwster           | Erja Tielinen                     | T                                  | €2 gedenkmunt van 2012 |
| Frankrijk    | Graveur                 | Fabienne Courtiade                | F.COURTIADE                        | 1, 2, 5 eurocent gewone circulatiemunten |
| Frankrijk    | Ontwerpers              | Laurent Jorio, Oscar Roty         | L. JORIO d'ap. O.ROTY              | 10, 20, 50 eurocent gewone circulatiemunten |
| Frankrijk    | Ontwerper               | Joaquin Jimenez                   | .J J. JIMENEZ J.J.                 | €1 en €2 gewone circulatiemunten €2 gedenkmunt van 2015, 2017 tot 2024 gezamenlijke €2 gedenkmunt van 2022                                            |
| Griekenland  | Ontwerper               | Georgios Stamatopoulos            | ΓΣ ΣtΑΜ                            | gewone circulatiemunten €2 gedenkmunten van 2010, 2013, 2015 tot 2021 gezamenlijke €2 gedenkmunten van 2009 en 2015                                   |
| Griekenland  | Graveur                 | Konstantinos Kazakos              | KK                                 | €2 gedenkmunt van 2004 |
| Griekenland  | Graveur                 | Panagiotis Gravvalos              | ΠΓ                                 | €2 gedenkmunt van 2004 |
| Griekenland  | Kunstenares             | Maria Andonatou                   | MA                                 | €2 gedenkmunten van 2014 |
| Italië       | Graveur                 | Eugenio Driutti                   | ED                                 | 1 eurocent gewone circulatiemunten |
| Italië       | Graveerster             | Luciana De Simoni                 | LDS                                | 2 eurocent gewone circulatiemunten €2 gedenkmunt van 2014, 2016, 2017 en 2020                                                                         |
| Italië       | Graveur                 | Ettore Lorenzo Frapiccini         | ELF ELF INC.                       | 5 eurocent gewone circulatiemunten €2 gedenkmunt van 2011                                                                                             |
| Italië       | Graveerster             | Claudia Momoni                    | CM C.M.                            | 10 eurocent gewone circulatiemunten €2 gedenkmunt van 2010, 2014, 2016, 2017, 2021 en 2025                                                            |
| Italië       | Graveerster             | Maria Angela Cassol               | M.A.C.                             | 20 eurocent gewone circulatiemunten €2 gedenkmunt van 2019                                                                                            |
| Italië       | Graveur                 | Roberto Mauri                     | m                                  | 50 eurocent gewone circulatiemunten €2 gedenkmunt van 2013                                                                                            |
| Italië       | Graveerster             | Laura Cretara                     | LC                                 | €1 gewone circulatiemunten |
| Italië       | Graveerster             | Maria Carmela Colaneri            | M.C.C. MCC                         | €2 gewone circulatiemunten €2 gedenkmunt van 2005, 2006, 2008, 2009, 2012 en 2013                                                                     |
| Italië       | Graveerster             | Uliana Pernazza                   | UP                                 | €2 gedenkmunt van 2004, 2018 en 2021 |
| Italië       | Graveerster             | Maria Grazia Urbani               | MGU                                | €2 gedenkmunt van 2015 |
| Italië       | Graveerster             | Silvia Petrassi                   | SP                                 | €2 gedenkmunt van 2015, 2018 en 2024 |
| Italië       | Graveerster             | Annalisa Masini                   | A.M.                               | €2 gedenkmunt van 2022 |
| Italië       | Graveur                 | Valerio de Seta                   | V.dS.                              | €2 gedenkmunt van 2022 |
| Italië       | Ontwerper               | Antonio Vecchio                   | AV.                                | €2 gedenkmunt van 2023 |
| Italië       | Ontwerpster             | Marta Bonifacio                   | MB                                 | €2 gedenkmunt van 2024 |
| Italië       | Ontwerper               | Emanuele Ferretti                 | E.FERRETTI                         | €2 gedenkmunt van 2025 |
| Litouwen     | Ontwerper               | Justas Petrassi                   | JP                                 | €2 gedenkmunten van 2018 |
| Luxemburg    | Beeldhouwster           | Yvette Gastauer-Claire            | YGC                                | gewone circulatiemunten €2 gedenkmunt van 2004 en 2005                                                                                                |
| Luxemburg    | Ontwerper               | Patrice Bernabei                  | PB                                 | €2 gedenkmunt van 2005 |
| Luxemburg    | Ontwerpster             | Chiara Principe                   | CP                                 | €2 gedenkmunt van 2023, 2024 en 2025 |
| Luxemburg    | Ontwerpster             | Maria Anna Frisone                | MAF                                | €2 gedenkmunt van 2025 |
| Malta        | Ontwerper               | Noel Galea Bason                  | NGB                                | 1, 2, 5 eurocent gewone circulatiemunten (niet in 2011) €2 gedenkmunten van 2015 tot 2025                                                             |
| Malta        | Ontwerpster             | Maria Anna Frisone                | MAF                                | €2 gedenkmunt van 2021, 2024 en 2025 |
| Malta        | Ontwerpster             | Antonella Napolione               | A. Napolione                       | €2 gedenkmunt van 2022 |
| Malta        | Ontwerpster             | Daniela Fusco                     | FUSCO                              | €2 gedenkmunt van 2023 |
| Monaco       | Ontwerper               | Robert B. Baron                   | R.B.Baron                          | €2 gedenkmunt van 2007 |
| Nederland    | Ontwerpsters            | Claudia Linders en Roosje Klap    | KЯCL                               | €2 gedenkmunt van 2013 |
| Nederland    | Ontwerper               | Pannos Goutzemisis                | P                                  | €2 gedenkmunt van 2013 en 2014 |
| Portugal     | Ontwerper               | Vítor Manuel Fernandes dos Santos | VS                                 | gewone circulatiemunten |
| Portugal     | Ontwerpster             | Irene Vilar                       | Handtekening I Vilar               | €2 gedenkmunt van 2007 |
| Portugal     | Ontwerper               | João Duarte                       | Esc. J. Duarte                     | €2 gedenkmunt van 2008 en 2023 |
| Portugal     | Ontwerper               | José Aurélio                      | J.AURÉLIO                          | €2 gedenkmunt van 2009 en 2016 |
| Portugal     | Ontwerper               | José Cândido                      | JOSÉ CÂNDIDO                       | €2 gedenkmunt van 2010 |
| Portugal     | Ontwerpers              | Isabel Carriço en Fernando Branco | IC - FB                            | €2 gedenkmunt van 2011 |
| Portugal     | Ontwerper               | José De Guimarães                 | JOSÉ DE GUIMARÃES                  | €2 gedenkmunt van 2012 en 2017 |
| Portugal     | Ontwerper               | Hugo Maciel                       | HUGO MACIEL                        | €2 gedenkmunt van 2013 |
| Portugal     | Ontwerper               | José Teixeira                     | JOSÉ TEIXEIRA                      | €2 gedenkmunt van 2014 en 2023 |
| Portugal     | Ontwerper               | Hélder Batista                    | H. BATISTA                         | €2 gedenkmunt van 2014 |
| Portugal     | Ontwerper               | António Marinho                   | A.M.                               | €2 gedenkmunt van 2015 |
| Portugal     | Ontwerper               | Fernando Fonseca                  | Handtekening F Fonseca             | €2 gedenkmunt van 2015 |
| Portugal     | Ontwerpster             | Joana Vasconcelos                 | JOANA VASCONCELOS                  | €2 gedenkmunt van 2016 |
| Portugal     | Ontwerper               | Luis Filipe de Abreu              | LUIS FILIPE DE ABREU L.F. ABREU    | €2 gedenkmunt van 2017 €2 gedenkmunt van 2019 |
| Portugal     | Ontwerper               | Eduardo Aires                     | Eduardo Aires                      | €2 gedenkmunt van 2018 en 2021 |
| Portugal     | Ontwerper               | Júlio Pomar                       | pomar                              | €2 gedenkmunt van 2019 |
| Portugal     | Ontwerper               | André Letria                      | ANDRÉ LETRIA                       | €2 gedenkmunt van 2020 |
| Portugal     | Beeldhouwer             | José João de Brito                | Esc. J.J. BRITO                    | €2 gedenkmunt van 2020 en 2022 |
| Portugal     | Beeldhouwer             | Francisco Providência             | F.PROVIDÊNCIA                      | €2 gedenkmunt van 2021 |
| Portugal     | Ontwerpster             | Rita Margarida                    | RITA MARGARIDA                     | €2 gedenkmunt van 2024 |
| Portugal     | Ontwerper               | Henrique Cayatte                  | HENRIQUE CAYATTE                   | €2 gedenkmunt van 2024 |
| Portugal     | Ontwerper               | Pedro Carvalho                    | PEDRO CARVALHO                     | €2 gedenkmunt van 2025 |
| Portugal     | Ontwerpster             | Carolina Ladeira                  | CAROLINA LADEIRA                   | €2 gedenkmunt van 2025 |
| San Marino   | Beeldhouwer             | František Chocola                 | Ch                                 | gewone circulatiemunten 2002-2016 |
| San Marino   | Graveur                 | Ettore Lorenzo Frapiccini         | ELF INC. E.L.F.                    | gewone circulatiemunten 2002-2016 €2 gedenkmunt van 2004, 2007 en 2008 2 eurocent gewone circulatiemunt 2017                                          |
| San Marino   | Graveerster             | Luciana De Simoni                 | LDS                                | €2 gedenkmunt van 2005, 2006 en 2017 €1 gewone circulatiemunt vanaf 2017                                                                              |
| San Marino   | Graveerster             | Annalisa Masini                   | A.M. AM                            | €2 gedenkmunt van 2009, 2015, 2018 en 2020 |
| San Marino   | Graveur                 | Roberto Mauri                     | m                                  | €2 gedenkmunt van 2010 |
| San Marino   | Graveerster             | Claudia Momoni                    | C.M. MOMONI                        | €2 gedenkmunt van 2011, 2013, 2020 en 2022 20 eurocent gewone circulatiemunt vanaf 2017                                                               |
| San Marino   | Graveerster             | Maria Carmela Colaneri            | MCC                                | €2 gedenkmunt van 2014 10 eurocent gewone circulatiemunt vanaf 2017                                                                                   |
| San Marino   | Graveerster             | Uliana Pernazza                   | UP UP INC.                         | €2 gedenkmunt van 2014, 2017 en 2019 50 eurocent gewone circulatiemunt vanaf 2017                                                                     |
| San Marino   | Ontwerper               | Erik Spiekermann                  | ES                                 | €2 gedenkmunt van 2015 |
| San Marino   | Graveerster             | Matt Bonaccorsi                   | MB                                 | €2 gedenkmunten van 2016 en 2023 |
| San Marino   | Graveerster             | Maria Angela Cassol               | M.A.C. MOD. M.A.C.                 | 5 eurocent gewone circulatiemunt 2017 €2 gedenkmunt van 2019                                                                                          |
| San Marino   | Graveerster             | Silvia Petrassi                   | Sp MOD. SP                         | €2 gewone circulatiemunt vanaf 2017 €2 gedenkmunt van 2021 en 2025                                                                                    |
| San Marino   | Graveerster             | Urbani (Maria Grazia)             | U.INC.                             | 1 eurocent gewone circulatiemunt vanaf 2017 |
| San Marino   | Ontwerpster             | Antonella Napolione               | A.N.                               | 1 eurocent gewone circulatiemunt vanaf 2017 |
| San Marino   | Ontwerper               | Andrew Lewis                      | A                                  | €2 gedenkmunt van 2017 |
| San Marino   | Ontwerper               | Arno Ludwig                       | AL                                 | gewone circulatiemunten vanaf 2017 (uitgezonderd 1 eurocent)                                                                                          |
| San Marino   | Ontwerper               | Valerio De Seta                   | VdS                                | €2 gedenkmunt van 2021 en 2024 |
| San Marino   | Ontwerper               | Antonio Vecchio                   | AV.                                | €2 gedenkmunt van 2022 |
| San Marino   | Graveerder              | Emanuele Ferretti                 | E.F. Inc.                          | €2 gedenkmunt van 2024 |
| San Marino   | Ontwerper               | Gabriele Di Maulo                 | DI MAVLO                           | €2 gedenkmunt van 2025 |
| Slowakije    | Ontwerper               | Drahomír Zobek                    | Z                                  | 1, 2, 5 eurocent gewone circulatiemunten |
| Slowakije    | Ontwerper               | Ján Černaj en Pavol Károly        | JČ en PK                           | 10, 20, 50 eurocent gewone circulatiemunten |
| Slowakije    | Ontwerper               | Ivan Řehák                        | IŘ                                 | €1 en €2 gewone circulatiemunten €2 gedenkmunt van 2015                                                                                               |
| Slowakije    | Ontwerpers              | Pavol Károly, Dalibor Schmidt     | PK                                 | €2 gedenkmunt van 2009 |
| Slowakije    | Ontwerpers              | Miroslav Rónai, Dalibor Schmidt   | MR                                 | €2 gedenkmunt van 2011 |
| Slowakije    | Ontwerper               | Miroslav Hric, Dalibor Schmidt    | mh                                 | €2 gedenkmunt van 2013 |
| Slowakije    | Ontwerper               | Vladimír Pavlica                  | VP                                 | €2 gedenkmunt van 2016 |
| Slowakije    | Ontwerpster             | Mária Poldaufová                  | MP                                 | €2 gedenkmunt van 2014, 2017 en 2023 |
| Slowakije    | Ontwerper               | Pavol Károly                      | PK                                 | €2 gedenkmunt van 2018 |
| Slowakije    | Ontwerper               | Peter Valach                      | PV                                 | €2 gedenkmunt van 2019, 2020 en 2022 |
| Slowakije    | Ontwerper               | Branislav Rónai                   | BR                                 | €2 gedenkmunt van 2021 |
| Vaticaanstad | Beeldhouwer Graveerster | Guido Veroi Uliana Pernazza       | GV • UP INC.                       | gewone circulatiemunten 2002 tot 2005 |
| Vaticaanstad | Graveerster             | Uliana Pernazza                   | UP. INC.                           | €2 gedenkmunt van 2021 |
| Vaticaanstad | Ontwerper               | Guido Veroi                       | VEROI                              | €2 gedenkmunt van 2004, 2008 en 2010 |
| Vaticaanstad | Beeldhouwster           | Daniela Longo                     | D.L. D.LONGO                       | gewone circulatiemunten 2006 tot 2013 €2 gedenkmunt van 2005, 2007, 2016, 2018, 2019, 2020 en 2022                                                    |
| Vaticaanstad | Graveerster             | Maria Angela Cassol               | M A C INC. M.A.C. Inc. CASSOL INC. | 20, 50 eurocent gewone circulatiemunten 2006 tot 2013 €2 gedenkmunt van 2019, 2020 en 2022                                                            |
| Vaticaanstad | Graveerster             | Luciana De Simoni                 | LDS INC. L.D.S. INC.               | 1, 2, eurocent gewone circulatiemunten 2006 tot 2013 10, 20, 50 eurocent gewone circulatiemunten 2014 tot 2016 €2 gedenkmunt van 2004, 2008 en 2012   |
| Vaticaanstad | Graveerster             | Ettore Lorenzo Frapiccini         | ELF INC. E.L.F. INC.               | 5 eurocent en €1 gewone circulatiemunten 2006 tot 2013 1, 2, 5 eurocent gewone circulatiemunten 2014 tot 2016 €2 gedenkmunt van 2005, 2010 en 2015    |
| Vaticaanstad | Graveerster             | Maria Carmela Colaneri            | M.C.C. INC.                        | 10 eurocent en €2 gewone circulatiemunten 2006 tot 2013 €1, €2 gewone circulatiemunten 2014 tot 2016 €2 gedenkmunt van 2006, 2007, 2009, 2011 en 2013 |
| Vaticaanstad | Beeldhouwer             | Patrizio Daniele                  | P. DANIELE                         | €1 en €2 gewone circulatiemunten 2014 tot 2016 €2 gedenkmunt van 2013, 2018, 2021                                                                     |
| Vaticaanstad | Ontwerpster             | Gabriella Titotto                 | G. TITOTTO                         | 1, 2, 5 eurocent gewone circulatiemunten 2014 tot 2016 €2 gedenkmunt van 2012, 2014, 2017, 2020 en 2023                                               |
| Vaticaanstad | Ontwerpster             | Orietta Rossi                     | O. ROSSI                           | 10, 20, 50 eurocent gewone circulatiemunten 2014 tot 2016 €2 gedenkmunt van 2006, 2009, 2011 en 2022                                                  |
| Vaticaanstad | Graveur                 | Roberto Mauri                     | m inc                              | €2 gedenkmunt van 2013 |
| Vaticaanstad | Graveerster             | Claudia Momoni                    | C.M. INC MOMONI INC.               | €2 gedenkmunt van 2014 en 2018 €2 gedenkmunt van 2016 en 2017                                                                                         |
| Vaticaanstad | Ontwerpster             | Chiara Principe                   | C. PRINCIPE CP                     | €2 gedenkmunt van 2015 €2 gedenkmunt van 2021 |
| Vaticaanstad | Graveerster             | Silvia Petrassi                   | SP INC                             | €2 gedenkmunt van 2016, 2020 en 2022 |
| Vaticaanstad | Graveerster             | Mariangela Crisciotti             | M. CRISCIOTTI                      | €2 gedenkmunt van 2016 |
| Vaticaanstad | Graveur                 | Valerio De Seta                   | V.D.S. INC.                        | €2 gedenkmunt van 2018 |
| Vaticaanstad | Ontwerpster             | Daniela Fusco                     | FUSCO                              | €2 gedenkmunt van 2019 en 2023 |
| Vaticaanstad | Ontwerpster             | Annalisa Masini                   | INC. A.M. A.M. INC.                | €2 gedenkmunt van 2019, 2021 en 2023 |
| Vaticaanstad | Graveerster             | Marta Bonifacio                   | M.B. INC.                          | €2 gedenkmunt van 2023 |
| Vaticaanstad | Graveerder              | Antonio Vecchio                   | AV. Inc.                           | €2 gedenkmunt van 2024 |
| Vaticaanstad | Ontwerpster             | Loredana Pancotto                 | L. PANCOTTO                        | €2 gedenkmunt van 2024 |

## €2 Randschriften
Elk euroland werd toegelaten een unieke inscriptie van de rand van de 2 euromunten. Randschriften kunnen op twee manieren voorkomen: gewoon en op z'n kop. Als het randschrift wordt aangebracht wordt namelijk niet gekeken hoe de munt ligt.
| Land         | Randschrift | Notities |
| ------------ | --- | --- |
| Andorra      | 2 ★ ★ ᄅ ★ ★ 2 ★ ★ ᄅ ★ ★ 2 ★ ★ ᄅ ★ ★ | 2 ★★, zesmaal herhaald, afwisselend rechtop en ondersteboven. |
| België       | 2 ★ ★ ᄅ ★ ★ 2 ★ ★ ᄅ ★ ★ 2 ★ ★ ᄅ ★ ★ | 2 ★★, zesmaal herhaald, afwisselend rechtop en ondersteboven. |
| Cyprus       | 2 ΕΥΡΩ 2 EURO 2 ΕΥΡΩ 2 EURO | 2 ΕΥΡΩ 2 EURO, tweemaal herhaald (2 EURO in het Grieks en Turks) |
| Duitsland    | | EINIGKEIT UND RECHT UND FREIHEIT (EENHEID EN RECHT EN VRIJHEID) en de afbeelding van de bondsadelaar |
| Estland      | E S T I O I ⊥ S Ǝ O | EESTI O EESTI O, afwisselend rechtop en ondersteboven |
| Finland      | | SUOMI FINLAND *** waarbij de * voor een leeuwenkop staat |
| Finland      | "YK 1945–2005 FN" ("UN 1945–2005 UN" in Fins en Zweeds, de officiële talen van Finland) gevolgd door drie leeuwehoofden. "YK" staat voor "Yhdistyneet Kansakunnat" en "FN" staat voor "Förenta Nationerna". (€2 gedenkingmunt 2005) | |
| Finland      | ROMFÖRDRAGET 50 ÅR EUROPA | "ROMFÖRDRAGET 50 ÅR EUROPA" ("TREATY OF ROME 50 YEARS EUROPE" in Zweeds, een van de officiële talen van Finland. Dezelfde woorden in Fins - "ROOMAN SOPIMUS 50 V EUROOPPA" - verschijnen op de achterzijde van de munt). (Gezamenlijke €2 gedenkingmunt 2007) |
| Finland      | "TALOUS-JA RAHALIITTO EMU" (Gezamenlijke €2 gedenkingmunt 2009) | |
| Frankrijk    | 2 ★ ★ ᄅ ★ ★ 2 ★ ★ ᄅ ★ ★ 2 ★ ★ ᄅ ★ ★ | 2 ★★, zesmaal herhaald, afwisselend rechtop en ondersteboven |
| Griekenland  | ΕΛΛΗΝΙΚΗ ΔΗΜΟΚΡΑΤΙΑ ★ | ΕΛΛΗΝΙΚΗ ΔΗΜΟΚΡΑΤΙΑ ★ (HELLEENSE REPUBLIEK ★) |
| Ierland      | 2 ★ ★ ᄅ ★ ★ 2 ★ ★ ᄅ ★ ★ 2 ★ ★ ᄅ ★ ★ | 2 ★★, zesmaal herhaald, afwisselend rechtop en ondersteboven |
| Italië       | 2 ★ ᄅ ★ 2 ★ ᄅ ★ 2 ★ ᄅ ★ | 2★, zesmaal herhaald, afwisselend rechtop en ondersteboven |
| Kroatië      | O LIJEPA O DRAGA O SLATKA SLOBODO | O LIJEPA O DRAGA O SLATKA SLOBODO (O mooie, o dierbare, o lieve vrijheid) |
| Letland      | D I E V S ★ S V Ē T Ī ★ L A T V I J U ★ | DIEVS ★ SVĒTĪ ★ LATVIJU ★ (GOD ★ ZEGEN ★ LETLAND ★) |
| Litouwen     | LAISVĖ ★ VIENYBĖ ★ GEROVĖ ★ | LAISVĖ ★ VIENYBĖ ★ GEROVĖ ★ (VRIJHEID ★ EENHEID ★ WELVAART ★) |
| Luxemburg    | 2 ★ ★ ᄅ ★ ★ 2 ★ ★ ᄅ ★ ★ 2 ★ ★ ᄅ ★ ★ | 2 ★★, zesmaal herhaald, afwisselend rechtop en ondersteboven |
| Malta        | 2✠✠ᄅ✠✠2✠✠ᄅ✠✠2✠✠ᄅ✠✠ | 2✠✠, zesmaal herhaald, afwisselend rechtop en ondersteboven. |
| Monaco       | 2 ★ ★ ᄅ ★ ★ 2 ★ ★ ᄅ ★ ★ 2 ★ ★ ᄅ ★ ★ | 2 ★★, zesmaal herhaald, afwisselend rechtop en ondersteboven |
| Nederland    | GOD ★ ZIJ ★ MET ★ ONS ★ | GOD ★ ZIJ ★ MET ★ ONS ★ |
| Oostenrijk   | | 2 EURO ★★★, viermaal herhaald, afwisselend rechtop en ondersteboven |
| Oostenrijk   | 2 ★ ★ ᄅ ★ ★ 2 ★ ★ ᄅ ★ ★ 2 ★ ★ ᄅ ★ ★ | 2 ★★, zesmaal herhaald, afwisselend rechtop en ondersteboven (afwijking) |
| Portugal     | | Vijf wapenschilden en zeven kastelen op regelmatige afstand van elkaar |
| San Marino   | 2 ★ ᄅ ★ 2 ★ ᄅ ★ 2 ★ ᄅ ★ | 2★, zesmaal herhaald, afwisselend rechtop en ondersteboven |
| Slovenië     | S L O V E N I J A • | SLOVENIJA • |
| Slowakije    | | SLOVENSKÁ REPUBLIKA ★ ★ (REPUBLIEK SLOWAKIJE ★ ★) |
| Spanje       | 2 ★ ★ ᄅ ★ ★ 2 ★ ★ ᄅ ★ ★ 2 ★ ★ ᄅ ★ ★ | 2 ★★, zesmaal herhaald, afwisselend rechtop en ondersteboven |
| Vaticaanstad | 2 ★ ᄅ ★ 2 ★ ᄅ ★ 2 ★ ᄅ ★ | 2★, zesmaal herhaald, afwisselend rechtop en ondersteboven |